# Cakewalk
Cakewalk — загальна назва програм багатоканального зведення (англ. digital audio workstation, DAW), що початково розроблялися однойменною американською компанією Cakewalk, Inc. Відома також модифікаціями Cakewalk by BandLab та Cakewalk Sonar.

## 1990-ті, Cakewalk

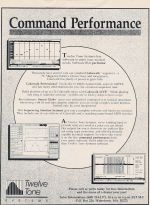
Cakewalk Professional 1.0 for DOS

Cakewalk 1.0 був випущений 1987 року для операційної системи DOS а в 1991 — для Windows 3.0. Перші версії програми Cakewalk являли собою MIDI-секвенсер. У випущеній у 1996 році Cakewalk Pro Audio 4.01 з'явилась підтримка аудіо. Цей крок став революційним у розвитку програмного забезпечення і спонукав критиків заявити, що "комп’ютерна музика нарешті дорослішає". Останньою в цій серії випусків була програма Cakewalk Pro Audio 9, випущена 1999 року. Серед оновлень цієї версії - генератор партії ударних інструментів Session drummer.

## 2000-ні, Sonar
У 2001 вийшла перша версія програми під назвою Sonar. Ця версія підтримувала поряд із MIDI також аудіотреки.
-  
Серед наступних випусків програми:
| версія            | рік  | огляд  |
| ----------------- | ---- | ------ |
| Cakewalk Sonar 3  | 2004 | [ 4 ]  |
| Cakewalk Sonar 4  | 2005 | [ 5 ]  |
| Cakewalk Sonar 5  | 2005 | [ 6 ]  |
| Cakewalk Sonar 6  | 2006 | [ 7 ]  |
| Cakewalk Sonar 7  | 2007 | [ 8 ]  |
| Cakewalk Sonar 8  | 2009 | [ 9 ]  |
| Cakewalk Sonar x1 | 2011 | [ 10 ] |
| Cakewalk Sonar x2 | 2013 | [ 11 ] |
| Cakewalk Sonar x3 | 2013 | [ 12 ] |

Останньою версією програм Sonar є версія Cakewalk Sonar Platinum, випущена у 2015 році
У листопаді 2017 дочірня компанія Gibson оголосила про припинення розробок під брендом Cakewalk, включаючи всі версії SONAR.

## 2018+, BandLab
23 лютого 2018 сингапурська компанія BandLab Technologies оголосила про купівлю активів Cakewalk з метою продовжити розробки SONAR (знову під іменем Cakewalk), як частину свого портфоліо безкоштовного програмного забезпечення.
У 2023 році BandLab оголосила про відродження назви SONAR, і що новий продукт більше не буде безкоштовним.

## Основні можливості програми
- багатоканальний запис і недеструктивна обробка звуку з подвійною точністю 64bit
- підтримка багатоядерних процесорів
- необмежена кількість треків
- підімкнення зовнішніх пристроїв: мікшери, MIDI-контролери і т. д.
- гнучка маршрутизація сигналу
- технологія фірми Roland — V-vocal для незалежного редагування параметрів вокалу pitch, formant, time
- застосування ефектів стерео та об'ємного звуку (surround) Sonitus, Voxengo, Kjaerhus Audio
- підтримка форматів інструментів: DX/DXi, VST/VSTi, ReWire
- технологія ACT (Active Controller Technology, керування віртуальними інструментами та ефектами та зіставлення з конкретним апаратним контролером)
- мова скриптів CAL (Cakewalk Application Language)
- freeze треків

Збереження даних можна здійснювати у вигляді проекту з розширенням (*.cwx). Існує можливість також мікшувати матеріал та зберігати в аудіоформаті *wav, експорту MIDI-матеріалу в форматі *mid тощо.
Зараз SONAR X3 є останньою версією програми. Ціна програми варіюється залежно від комплекту програми — дорогого продюсерського варіанту або дешевшого студійного.